# Moth to a Flame
Moth to a Flame è un singolo del supergruppo svedese Swedish House Mafia e del cantante canadese The Weeknd, pubblicato il 22 ottobre 2021 come terzo estratto dal primo album in studio del gruppo Paradise Again.

## Video musicale
Il video, diretto da Alexander Wessely, è stato reso disponibile in concomitanza con il lancio del singolo attraverso il canale YouTube del cantante.

## Tracce
Testi e musiche di Abel Tesfaye, Axel Hedfors, Steve Angello, Sebastian Ingrosso e Carl Nordström.
Download digitale
1. Moth to a Flame – 3:54

Download digitale – Extended Mix
1. Moth to a Flame (Extended Mix) – 4:58

Download digitale – Chris Lake Remix
1. Moth to a Flame (Chris Lake Remix) – 4:38

Download digitale – Tourist Remix
1. Moth to a Flame (Tourist Remix) – 4:53

Download digitale – Moojo Remix
1. Moth to a Flame (Moojo Remix) – 7:14

Download digitale – Adriatique Remix
1. Moth to a Flame (Adriatique Remix) – 6:29

## Formazione
Hanno partecipato alle registrazioni, secondo le note di copertina di Paradise Again:
Gruppo
- Axwell – programmazione, batteria, tastiera
- Steve Angello – programmazione, batteria, tastiera
- Sebastian Ingrosso – programmazione, batteria, tastiera

Altri musicisti
- The Weeknd – voce
- Carl Nordström – programmazione, batteria, tastiera

Produzione
- Swedish House Mafia – produzione, registrazione
- Desembra – produzione, registrazione
- Shin Kamiyama – ingegneria del suono
- Sean Solymar – assistenza al missaggio e al missaggio Atmos
- Tommy Rush – assistenza al missaggio e al missaggio Atmos
- Mike Dean – missaggio e mastering

## Classifiche

### Classifiche settimanali
| Classifica (2021-22)           | Posizione massima |
| ------------------------------ | ----------------- |
| Australia                      | 8                 |
| Austria                        | 19                |
| Belgio (Fiandre)               | 17                |
| Belgio (Vallonia)              | 16                |
| Bulgaria                       | 8                 |
| Canada                         | 7                 |
| Croazia                        | 5                 |
| Danimarca                      | 10                |
| El Salvador                    | 10                |
| Finlandia                      | 6                 |
| Francia                        | 34                |
| Germania                       | 14                |
| Grecia                         | 3                 |
| India                          | 7                 |
| Irlanda                        | 13                |
| Islanda                        | 13                |
| Italia                         | 39                |
| Libano                         | 10                |
| Lituania                       | 4                 |
| Lussemburgo                    | 16                |
| Norvegia                       | 7                 |
| Nuova Zelanda                  | 13                |
| Paesi Bassi                    | 19                |
| Panama                         | 52                |
| Perù                           | 163               |
| Polonia                        | 92                |
| Portogallo                     | 11                |
| Regno Unito                    | 15                |
| Repubblica Ceca                | 21                |
| Singapore                      | 11                |
| Slovacchia                     | 13                |
| Spagna                         | 56                |
| Stati Uniti                    | 27                |
| Stati Uniti (dance/electronic) | 2                 |
| Sudafrica                      | 22                |
| Svezia                         | 5                 |
| Svizzera                       | 10                |
| Ucraina                        | 94                |
| Ungheria                       | 15                |

### Classifiche di fine anno
| Classifica (2022) | Posizione |
| ----------------- | --------- |
| Belgio (Fiandre)  | 107       |
| Belgio (Vallonia) | 95        |
| Canada            | 48        |
| Francia           | 95        |
| Germania          | 95        |
| Lituania          | 68        |
| Paesi Bassi       | 94        |
| Svezia            | 65        |
| Svizzera          | 53        |